# Cory Spinks
Cory Spinks (* 20. Februar 1978 in St. Louis) ist ein ehemaliger US-amerikanischer Boxer.

## Leben
Cory Spinks ist eines von drei Kindern aus der Ehe des Profiboxers und Olympiasiegers Leon Spinks und seiner Frau Brenda Glur Spinks. Sein Bruder Darrell Spinks war von 1995 bis 2000 ebenfalls Profiboxer. Sein Bruder Leon Calvin Spinks wurde 1990 in St. Louis erschossen. Cory Spinks wurde fünf Tage nach dem Sensationssieg seines Vaters über den Schwergewichtsweltmeister Muhammad Ali geboren.
Sein Onkel ist der ehemalige Profiboxer und Olympiasieger Michael Spinks.

## Amateur
Spinks hatte eine erfolgreiche Amateurkarriere, er gewann unter anderem 1997 das renommierte nationale Golden-Gloves-Turnier und erreichte eine Bilanz von (78-3).

## Profi
Er bestritt im November 1997 sein erfolgreiches Profidebüt im Halbweltergewicht. Schon 1998 musste er aber gegen den Mexikaner Antonio Díaz seine erste Niederlage hinnehmen.

### Weltergewicht
Nach diesem Rückschlag wechselte er in das Weltergewicht, gewann dort seine nächsten sechzehn Kämpfe und bekam so am 13. April 2004 die Möglichkeit, in Italien gegen Michele Piccirillo um den vakanten IBF-Titel zu boxen. Er verlor zwar umstritten nach Punkten, siegte aber im Rückkampf am 22. März 2003 und sicherte sich somit den Titel der IBF.
Anschließend trat Spinks zu einem Kampf mit Ricardo Mayorga, dem Titelträger der WBA und WBC, an. Er ging als Außenseiter in diesen Kampf, konnte sich aber letztlich nach Punkten durchsetzen und wurde durch diese Titelvereinigung zum unumstrittenen Weltergewichtsweltmeister. Den Erfolg verdankte er nicht zuletzt allerdings zwei Punktabzügen für Mayorga, ohne die der Kampf unentschieden geendet hätte.
Die Titel verteidigte er dann gegen Zab Judah und den früheren langjährigen Leichtgewichtsweltmeister der WBC Miguel Ángel González. Am 5. Februar 2005 traf er bei seiner nächsten Titelverteidigung in seiner Heimatstadt St. Louis vor 22.000 Zuschauern erneut auf Judah. Spinks verlor diese Begegnung und damit seine Titel durch technischen K. o. in der neunten Runde.

### Halbmittelgewicht
Anschließend blieb er für mehr als ein Jahr inaktiv und kehrte erst am 8. Juli 2006 als Halbmittelgewichtler in den Ring zurück. Sein Gegner war der IBF-Weltmeister im Halbmittelgewicht Roman Karmasin. Spinks siegte knapp nach Punkten.